# Warkworth-krónika
A Warkworth-krónika  a középkori Angliából származó kézirat, amely John Warkworth cambridge-i tudós-pap nevét viseli, bár arra semmi bizonyíték nincs, hogy ő lett volna a szerzője.

## A kézirat
A szöveget Warworth 1483-ban mutatta be cambridge-i kollégáinak, a Brut-krónika kéziratához csatolva, mintegy annak folytatásaként. A kézirat címe: A Chronicle of the First Thirteen Years of the Reign of King Edward the Fourth (szabad magyar fordításban: IV. Eduárd uralkodása első tizenhárom évének krónikája). A feljegyzések fontos forrásként szolgálnak Anglia 1461 és 1474 közötti történelméhez, különös tekintettel a rózsák háborúja második, 1469 és 1471 közötti szakaszához.
A krónika alapvetően Lancaster-párti szemszögből vizsgálja az eseményeket. A beszámolók egyértelműen VI. Henrik angol királlyal rokonszenveznek. 1470-es ismételt trónra lépését például nagy örömnek nevezi, amely az emberek többségét eltöltötte. A krónikaszerző a rózsák háborújának több fontos eseményéről is ír, például arról, hogy milyen ellenérzésekkel viseltetett Richard Neville, Warwick grófja IV. Eduárd angol király titokban kötött esküvőjével szemben. Élesen bírálja a yorkista John Tiptoftot, Worcester grófját, amiért Lancaster-párti szimpatizánsokat végeztetett ki, és úgy ír róla, mint akit az emberek nagyon gyűlölnek. Azt is sejteti, hogy Richárdnak, Gloucester hercegének, a későbbi III. Richárd angol királynak köze volt VI. Henrik 1471-es halálához a londoni Towerban.
Pontatlanságai ellenére felbecsülhetetlen értékű információkat nyújt a kézirat a lancasteri ellenállásról, amely az északi várakban – Alnwick, Banburgh és Dunstanburgh – összpontosult 1461 és 1464 között, valamint több felkelésről, Redesdale-i Robin 1469-es zendüléséről, valamint a lincolnshire-i Welles-lázadásról. A krónika beszámol a barneti és a Tewkesburyi csatáról is.